# شجرة كبيرة (رواية)
شجرة كبيرة (بالإنجليزية: Big Tree)‏ هي رواية للأطفال كتبها ورسم صورها ماري بوف وكونراد بوف. وهي تتحدث عن شجرة سيكويا عملاقة عمرها 5000 سنة تحكي قصة حياتها. وقد نشرت الرواية أول مرة في عام 1946م وحصلت على جائزة نيوبري في عام 1947م.